# Zărand
Zărand è un comune della Romania di 2 766 abitanti, ubicato nel distretto di Arad, nella regione storica della Transilvania.
Il comune è formato dall'unione di 2 villaggi: Cintei e Zărand.
La presenza di Zărand è attestata da documenti risalenti al 1318.
L'economia del comune è prettamente agricola, con particolare riferimento alla coltivazione dei cereali e dei legumi.